# Atentado de Gao de 2017
El atentado de Gao de 2017 fue un atentado ocurrido el 18 de enero de 2017, cuando un atacante suicida que conducía un vehículo lleno de explosivos se lanzó contra un campamento militar cerca de Gao, Mali, matando a decenas de personas. El incidente es el ataque terrorista más mortífero en la historia de Malí.

## Incidente
En torno a las 09:00 a. m., hora local, un terrorista condujo un vehículo cargado de explosivos hasta la base del Mecanismo Operativo Conjunto, que albergaba a miembros de las fuerzas armadas y la milicia. Menurut Mali, un portavoz militar, dijo que el vehículo iba marcado con el emblema de una unidad militar. Decenas de personas murieron, aunque en principio la cifra real de muertos no quedó clara, Press ORTM dijo que 47 personas murieron, mientras que la oficina del Presidente estimó que había 60 víctimas mortales y 115 heridos. El 19 de enero, un portavoz del ejército francés dijo que la cifra de muertos había aumentado a 77 personas. Al Qaeda en el Magreb Islámico se atribuyó el ataque a través del grupo de milicianos Al Murabitun, y dijo que la bomba fue un "castigo por la cooperación de Mali y Francia."

## Reacción
El presidente de Mali, Ibrahim Boubacar Keïta anunció tres días de luto nacional, mientras que el ministro de Asuntos Exteriores Abdoulaye Diop dijo que el ataque era algo criminal, cobarde y bárbaro y que el suceso no va a terminar con los esfuerzos del gobierno para lograr la paz con los militantes en el país. El ministro de Defensa Abdoulaye Idrissa Maïga programó visitar Gao en respuesta a la explosión.